# Olivia Peter
Olivia Peter (* 23. September 1985 in Rum, Tirol) ist eine österreichische Radiomoderatorin.

## Leben
Olivia Peter besuchte von 1995 bis 2003 das Bischöfliche Gymnasium Paulinum in Schwaz, welches sie mit der Matura abschloss. Im Anschluss begann sie an der Universität Wien mit dem Diplomstudium Germanistik/Französisch und dem Diplomstudium Theater-, Film- und Medienwissenschaft, das sie 2010 mit dem akademischen Titel Mag. phil. beendet hat.
Ihr Einstieg in die Medienbranche war 2006 durch ein Praktikum in der ORF-Tirol Kulturredaktion sowie 2007 bei Life Radio Tirol. Im Sommer 2008 arbeitete sie während der Fußball-EM in Wien als TV-Reporterin bei Phoenix/ZDF. Im Jänner 2008 begann sie ihre Arbeit als Redakteurin beim Hitradio Ö3, wo sie ab Oktober 2009 auch die Ö3-Wunschnacht (damals noch: Ö3-Nachtflug) und ab Juli 2010 zusätzlich die Ö3-Wochenendplaylist moderierte.
Ab Ende März 2014 moderierte sie – ursprünglich gemeinsam mit Peter L. Eppinger, der im Juni 2017 den Sender verlassen hat – die Ö3-Drivetime-Show. Ab Oktober 2017 präsentierte Peter diese Sendung gemeinsam mit Philipp Hansa (Hansa und Peter von vier bis später). Ab Juni 2018 wurde Hansa regelmäßig von Tom Filzer vertreten (Filzer und Peter von vier bis später). Die Sendung wurde montags bis freitags von 16.00 bis 19.00 Uhr ausgestrahlt. Am Donnerstag, 12. September 2019, war die Sendung zum letzten Mal auf Ö3 zu hören, Willkommen in der Hillerei und 24 Stunden – Das Ö3-Quiz folgen der Show nach.
Seit 4. Oktober 2019 ist sie Moderatorin bei Radio Wien und moderiert dort sowohl die Morningshow als auch die Nachmittagsshow. Außerdem ist Peter als Moderatorin von diversen Veranstaltungen tätig. Des Weiteren veröffentlicht sie regelmäßig Kolumnen für das Magazin Wienerin.